# Jodaeiye Nader az Simin
Jodaeiye Nader az Simin (bra: A Separação; prt: Uma Separação) é um filme iraniano lançado em 2011 do gênero drama, escrito e dirigido por Asghar Farhadi e estrelado por Leila Hatami, Peyman Moaadi, Shahab Hosseini, entre outros.

## Sinopse
Nader e Simin divergem sobre a possibilidade de deixar o Irã. Simin quer deixar o país para dar melhores oportunidades a sua filha, Termeh. Nader, no entanto, quer continuar no Irã para cuidar de seu pai, que sofre do mal de Alzheimer. Chegam à conclusão de que devem se separar, mesmo ainda estando apaixonados. Sem uma esposa para cuidar da casa, Nader contrata uma diaristas para ser responsável pelos afazeres domésticos e por tratar da rotina de seu pai. Porém a diarista está grávida, e trabalhando sem o consentimento de seu marido, condições que junto a um terrível incidente, levará as duas famílias a um julgamento de cunho moral e religioso.

## Elenco
- Peyman Moaadi - Nader
- Leila Hatami - Simin
- Shahab Hosseini - Hodjat
- Sareh Bayat - Razieh
- Sarina Farhadi - Termeh
- Ali-Asghar Shahbazi - pai de Nader
- Shirin Yazdanbakhsh - mãe de Simin
- Kimia Hosseini - Somayeh
- Merila Zarei - Mrs Ghahraei

## Prêmios e indicações
| Ano  | Prêmio             | Categoria                            | Indicado                                                           | Resultado |
| ---- | ------------------ | ------------------------------------ | ------------------------------------------------------------------ | --------- |
| 2011 | Festival de Berlim | Urso de Ouro                         | Asghar Farhadi                                                     | Venceu    |
| 2011 | Festival de Berlim | Prêmio do Júri Ecumênico             | Asghar Farhadi                                                     | Venceu    |
| 2011 | Festival de Berlim | Júri Leitor do "Berliner Morgenpost" | Asghar Farhadi                                                     | Venceu    |
| 2011 | Festival de Berlim | Melhor Ator                          | Peiman Ma'adi, Shahab Hosseini, Ali-Asghar Shahbazi e Babak Karimi | Venceu    |
| 2011 | Festival de Berlim | Melhor Atriz                         | Sareh Bayat, Sarina Farhadi, Leila Hatami e Kimia Hosseini         | Venceu    |
| 2012 | Oscar              | Melhor Filme Estrangeiro             | Asghar Farhadi                                                     | Venceu    |
| 2012 | Oscar              | Melhor Roteiro Original              | Asghar Farhadi                                                     | Indicado  |
| 2012 | Globo de Ouro      | Melhor Filme Estrangeiro             | Asghar Farhadi                                                     | Venceu    |
| 2012 | César              | Melhor Filme Estrangeiro             | Asghar Farhadi                                                     | Venceu    |